# Heinz Burzynski
Heinrich „Heinz“ Burzynski  (* 17. Juni 1910 in Berlin; † 26. April 1954 ebenda) war ein deutscher Jazz- und Unterhaltungsmusiker (Trompete) und Bandleader, der unter anderem im Berlin der Kriegszeit aktiv war.

## Leben
Burzynski spielte Ende der 1930er-Jahre in Berliner Swingbands, etwa bei Günter Herzog. Anfang der 1940er-Jahre war er musikalischer Leiter des Kabarett der Komiker (KadeKo), einer Revue populärer Unterhaltung im Theater am Schiffbauerdamm.
Mit seinem Orchester trat er in den frühen 1940er-Jahren im Delphi Filmpalast auf und nahm eine Reihe von deutschsprachigen Schlagern im Swingarrangement auf wie „Alles wird gut“, „Hand in Hand“, „Nun soll kein Tag mehr ohne Liebe sein“, „Ich muß erst sprechen mit Papa“, „Vielleicht ein andermal“ und „Ein Glück, dass man sich so verlieben kann“. Während des Krieges arbeitete er für die Truppenbetreuung. 1942/43 spielten in Burzynskis Orchester Macky Kasper, Jean Orban, Helmuth Klopsch (Trompete), Willibald Winkler (Posaune), Benny de Weille (Klarinette, Altsaxophon), Omar Lamparter (Altsax), Lothar Häussler (Tenorsax, Klarinette), Primo Angeli (Piano), Eddie Rothe (Gitarre), Otto Tittmann (Bass) und Herbert Kysielka (Schlagzeug). Tom Lord listet ihn im Bereich des Jazz 1942 mit zwei Aufnahmesessions. Mit seiner Band nahm er im November 1943 die letzte Electrola-78er der Kriegszeit auf (Ich möcht’ so gern ein Kind von dir, aus der Operette Der goldene Käfig), die in kleiner Auflage erschien. Die Kapelle Heinz Burzynski stand 1944 in der Gottbegnadeten-Liste des Reichsministeriums für Volksaufklärung und Propaganda.
Aus der Nachkriegszeit liegen keine weiteren Aufnahmen Burzynskis vor.

## Lexikalische Einträge
- Jürgen Wölfer: Jazz in Deutschland. Das Lexikon. Alle Musiker und Plattenfirmen von 1920 bis heute. Hannibal, Höfen 2008, ISBN 978-3-85445-274-4.